# ایتاگاکی ۱۴۵۵۱
سیارک ۱۴۵۵۱ (به انگلیسی: 14551 Itagaki، نامگذاری:1997UN8) چهارده هزار و پانصد و پنجاه و یکمین سیارک کشف شده‌است که در ۲۲ اکتبر ۱۹۹۷ کشف شد.
قدر مطلق سیارک برابر ۳۲.۳ است.